# Simphiwe Dana

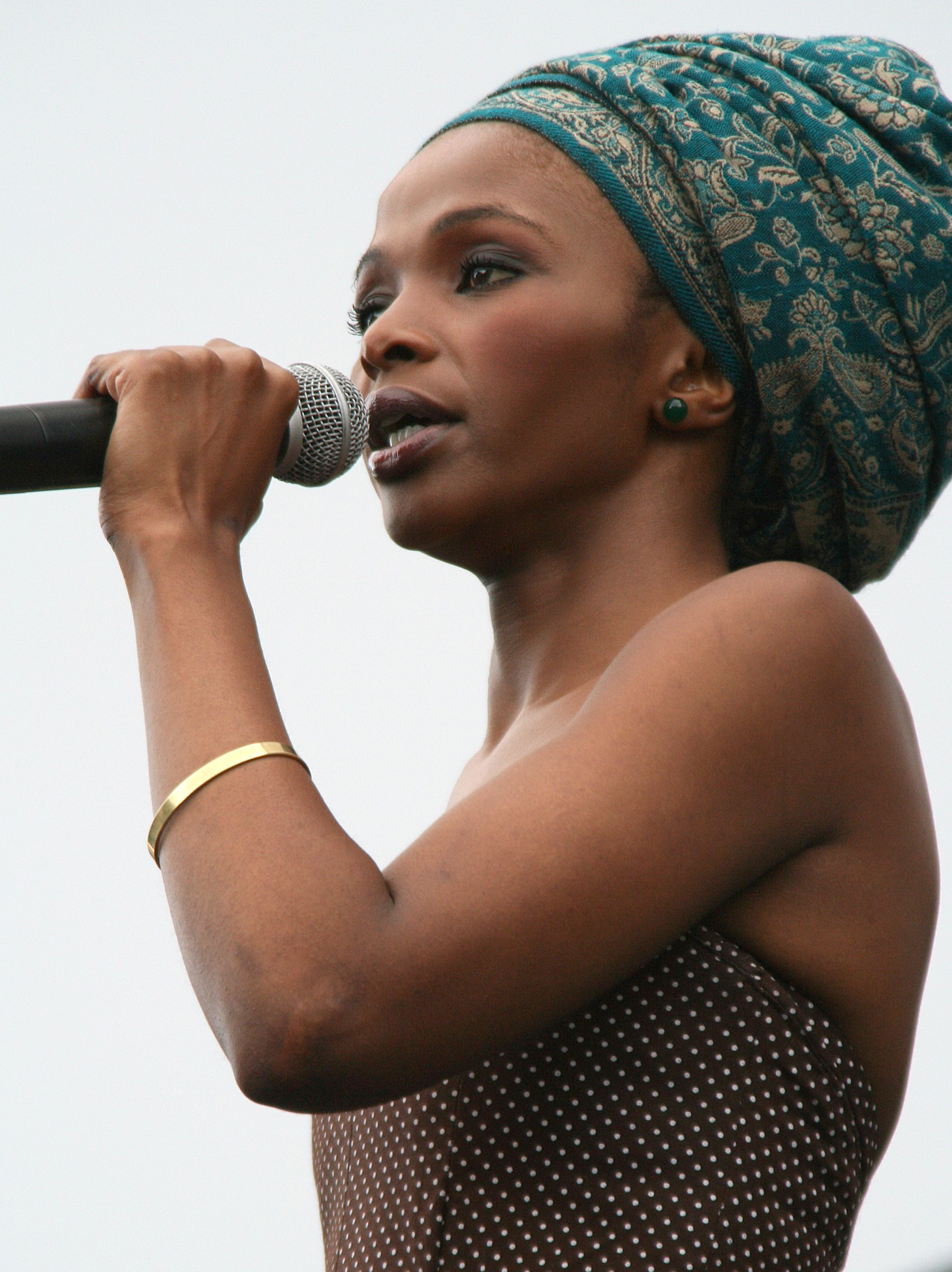
Simphiwe Dana.

Simphiwe Dana, född 1980, är sydafrikansk popsångerska som sjunger på xhosa. 2005 vann hon pris som bästa nykomling vid South African Music Awards med sitt debutalbum "Zandisile". Två år senare blev hon utnämnd till bästa kvinnliga artist vid samma musikgala. Dana är en internationell artist som förutom spelningar i Sydafrika också har gjort flera framträdanden i Europa. 